# Денисівський хор
Денисівський хор — чоловічий хоровий колектив, який заснував 1868 в селі Денисів (нині Козівського району Тернопільської області) о. Й. Вітошинський і навчив його співати з нот.
Хор виконував церковні й українські народні пісні. У репертуарі переважали твори Миколи Лисенка, Сидора Воробкевича, Івана Лаврівського, А. Вахнянина — всього близько 100.
Колектив, котрий нараховував 100—150 співаків, які виступали у святковому народному одязі, успішно співав у Львові, Тернополі, Бережанах, Теребовлі, Копичинцях, Золочеві, Коломиї, Станіславі (нині Івано-Франківськ) та інших містах і селах.
Його діяльність високо оцінили Іван Франко, Михайло Павлик, Богдан Лепкий, Василь Стефаник та ін.
Чимало співаків навчалося у місцевій школі диригентів. З неї вийшло понад 100 управителів хоровими і музичними колективами.